# Time (Tribute to The Cats Band)
Time is een muziekalbum van Tribute to The Cats Band uit 2009 die bestaat uit een cd en een dvd.
Een deel van de nummers is door de bandleden zelf geschreven, een nummer door Jaap Schilder en Jip Golsteijn en de rest is afkomstig uit he repertoire van The Cats. De opnames voor de dvd vonden live plaats in het St. Jozef-gebouw in Volendam; de cd werd opgenomen in Studio Arnold Mühren. Daarnaast staan er enkele interviews met bandleden op de dvd alsmede een making-of van en de videoclip Room full of tears.
Het album stond 9 weken in de Album Top 100 met nummer 33 als hoogste notering.

## Nummers
| Nr. | naam                        | opmerking                                      |
| --- | --------------------------- | ---------------------------------------------- |
| 1.  | Trying to explain           | The Cats                                       |
| 2.  | Without your love           | The Cats                                       |
| 3.  | Let me try                  | eigen werk                                     |
| 4.  | Yesterday’s dream           | eigen werk                                     |
| 5.  | Lonely man                  | eigen werk                                     |
| 6.  | Turn around and start again | The Cats                                       |
| 7.  | Lying in your arms          | eigen werk                                     |
| 8.  | Old jingle ballicks         | geschreven door Jaap Schilder en Jip Golsteijn |
| 9.  | Remember the good times     | The Cats                                       |
| 10. | Be my day                   | The Cats                                       |
| 11. | I keep on loving you        | eigen werk                                     |
| 12. | Winter                      | eigen werk                                     |
| 13. | Is this the End             | eigen werk                                     |
| 14. | Goodbye baby (Baby goodbye) | The Cats, bonustrack                           |
| 15. | Room full of tears          | The Cats, bonustrack                           |